# Station Schönhauser Allee
Schönhauser Allee is een station van de S-Bahn van Berlijn, gelegen aan de gelijknamige straat in het stadsdeel Prenzlauer Berg. Het in een uitgraving gelegen S-Bahnstation werd in gebruik genomen op 1 augustus 1879 en ligt aan de Ringbahn, een ringspoorweg om het centrum van Berlijn. Het gelijknamige metrostation, bediend door lijn U2, ligt op een viaduct boven de Schönhauser Allee en werd geopend op 27 juli 1913.

## S-Bahnstation
In 1867 begon de aanleg van een nieuwe spoorlijn ten oosten van het Berlijnse stadscentrum, die een aantal reeds bestaande kopstations met elkaar moest verbinden. In 1871 kwam de halve ringlijn gereed tussen de huidige stations Westhafen en Schöneberg, waar een aansluiting richting het Potsdamer Bahnhof werd gecreëerd, in 1877 was de ring gesloten. Pas twee jaar later, op 1 augustus 1879, verrees er een station ten oosten van de kruising van de Ringbahn met de Schönhauser Allee. Het gebied waarin het station ligt was op dat moment nog schaars bebouwd, maar in de jaren die volgden groeide de stad in noordelijke richting. Tien jaar na de opening van station Schönhauser Allee was de omgeving voldoende bewoond en bouwde men een stationshal. In de jaren 1920 werd de Ringbahn geëlektrificeerd en op 1 februari 1929 reden de eerste elektrische treinen op de lijn, die in 1930 opging in het nieuwe S-Bahnnet.
Tijdens de Tweede Wereldoorlog werd het S-Bahnstation enkele malen getroffen tijdens bombardementen. Het beschadigde stationsgebouw werd echter pas in 1961 afgebroken, om plaats te maken voor een nieuw, witstenen gebouw met een glazen gevel. Tegelijkertijd creëerde men voor het eerst een rechtstreekse verbinding met het twee niveaus hoger gelegen metrostation.
In de jaren 1990 besloot men het verdiept gelegen S-Bahnstation deels te overkluizen met een winkelcentrum. Na een bouwtijd van drie jaar kwam het project in 1999 gereed.

De Berlijnse Muur had de S-Bahnring in 1961 in tweeën geknipt, maar in 2002 werd doorgaand verkeer over de gehele ring weer mogelijk. 